# Abdourahamane Tchiani
Abdourahamane Tchiani (arabsky عبد الرحمن تشياني‎, Abd ar-Rahman Tšijání; * 1964 region Tillabéri), známý také jako Omar Tchiani, je nigerský státník a vojenský důstojník, od července 2023 předseda Národní rady pro ochranu vlasti, jež zřídila vojenskou juntu v Nigeru. V letech 2011–2023 působil jako velitel prezidentské gardy. Hrál klíčovou roli při státním převratu v červenci 2023, kdy byl zadržen tehdejší prezident Mohamed Bazoum. V důsledku převratu došlo ke krizi.

## Mládí a vzdělání
Tchiani se narodil v roce 1964 v regionu Tillabéri. Do armády vstoupil v roce 1984. Navštěvoval École d'application de l'infanterie v Thiès v Senegalu. Absolvoval několik vzdělávacích kurzů ve Spojených státech.

## Vojenská kariéra
Před svým jmenováním do funkce velitele prezidentské gardy vedl jednotky v regionech Zinder, Agadez a Diffa, které bojovaly proti obchodu s drogami. V roce 1989 se jako první důstojník dostal na místo havárie letu UTA 772 v poušti Ténéré. Byl vyznamenán za zajištění místa havárie. Sloužil v mírových jednotkách OSN na Pobřeží slonoviny, v Súdánu a v Konžské demokratické republice. Působil také v jednotce zřízené Nigerem, Čadem, Nigérií a Kamerunem k boji proti Boko Haram.
V roce 2011 byl Tchiani jmenován tehdejším prezidentem Mahamadouem Issoufouem do funkce velitele prezidentské gardy. Tchiani byl blízkým přítelem Issoufoua, který ho v roce 2018 povýšil na generála. V roce 2015 byl Tchiani obviněn z účasti na spiknutí proti Issoufouovi, ale u soudu obvinění odmítl.
V roce 2021 vedl jednotku, která zmařila pokus o převrat. Jednotka pod vedením Saniho Saleye Gourouzi se pokusila zmocnit prezidentského paláce dva dny před odstoupením Mahamadoua Issoufoua. Issoufouovým nástupcem se stal Mohamed Bazoum, který Tchianimu ponechal funkci velitele prezidentské gardy. Tchiani se podílel na dvou neúspěšných státních převratech, které měly za cíl sesadit Bazouma.

## Státní převrat v roce 2023
Dne 26. července 2023 Tchiani v čele prezidentské gardy zadržel Bazouma v prezidentském paláci v hlavním městě Niamey. Podle analytiků měl Bazoum v plánu zbavit Tchianiho funkce a provést restrukturalizaci prezidentské gardy.
Tchiani se 28. července prohlásil za předsedu Národní rady pro ochranu vlasti. Uvedl, že převrat byl podniknut, aby se zabránilo „postupnému a nevyhnutelnému zániku“ země.
Dne 7. srpna jmenoval předsedou vlády bývalého ministra financí Aliho Lamine Zeineho.